# Dakspaan

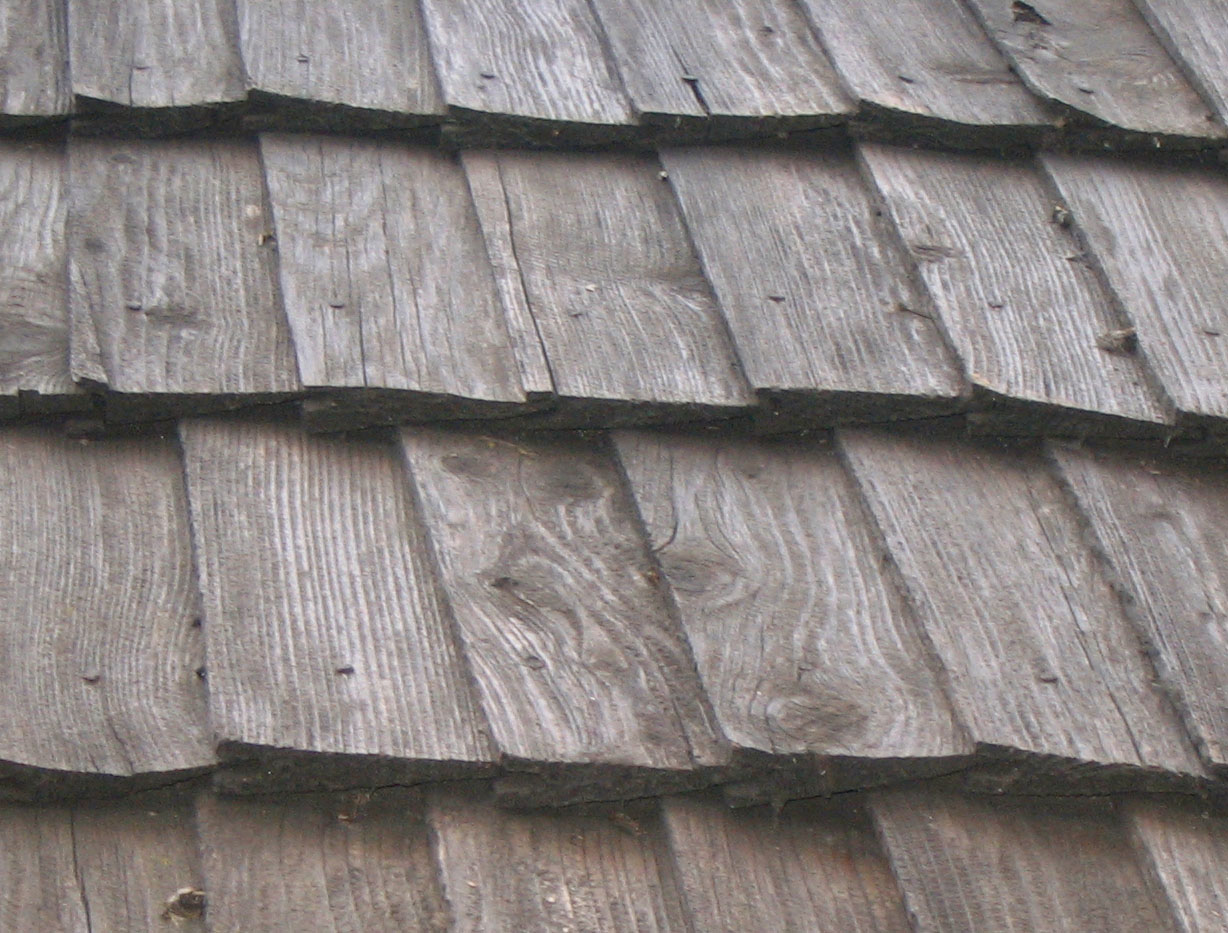
Houten shingles

Dakspanen (enkelvoud: dakspaan), spaan, schindel of houten shakes zijn een dakbedekking die uit individuele overlappende elementen van gespleten houten plankjes bestaan. Zijn de plankjes gezaagd, dan spreekt men van 'houten dakleien' of 'houten shingles'. 
Dergelijke gespleten houten plankjes noemt men ook wel schaliën, waarbij schaliën niet noodzakelijk als dakbedekking worden aangewend, en ook andere doelen kunnen dienen.
Dakspanen zijn grofweg rechthoekig van vorm en worden in rijen gelegd. Zij worden van onder naar boven gelegd, waarbij de bovenliggende rij deels overlappend over de onderliggende rij dakspanen wordt gelegd zonder doorlopende naden tussen de overlappende rijen. 
Omdat hout kan verweren en omdat hout kan branden, waren dakspanen vroeger minder geliefd dan dakpannen of dakleien. Om ze toch enigszins op dakpannen te doen lijken werden ze vaak rood geverfd, een traditie die nog bestaat in sommige landen waar dakspanen nog worden gebruikt. 

## Materialen
Om het verweren enigszins tegen te gaan, werden ze vroeger gemaakt van het hardere eikenhout. Tegenwoordig zijn er geïmporteerde dakspanen en dakleien op de markt van houtsoorten als western redcedar van de reuzenlevensboom.